# Barbara Bush
Barbara Bush, született Barbara Pierce (New York-Manhattan, 1925. június 8. – Houston, Texas, 2018. április 17.) George H. W. Bush amerikai elnök feleségeként az Amerikai Egyesült Államok first ladyje.

## Élete
1945. január 8-án kötött házasságot George H. W. Bush-sal (1924–2018), aki 1981 és 1989 között az Amerikai Egyesült Államok alelnöke, majd 1989 és 1993 között elnöke volt. Így 1981 és 1989 között az Egyesült Államok second ladyje, 1989 és 1993 között first ladyje volt. Hat gyermeke közül George W. Bush az Egyesült Államok 43. elnöke, Jeb Bush, Florida 43. kormányzója volt. Abigail Adams-szel együtt ők ketten voltak azok, akiknek férje és gyermeke is elnök lett.